# PGC 14718
LEDA/PGC 14718 ist eine leuchtschwache Spiralgalaxie vom Hubble-Typ Sc im Sternbild Stier auf der Ekliptik. Sie ist schätzungsweise 147 Millionen Lichtjahre von der Milchstraße entfernt und gilt als Mitglied der NGC 1550-Gruppe (LGG 113).